# Cucurbitaria destreae
Cucurbitaria destreae är en svampart som beskrevs av Oudem. . Cucurbitaria destreae ingår i släktet Cucurbitaria och familjen Cucurbitariaceae.   Inga underarter finns listade i Catalogue of Life.